# Dyriestuj
Dyriestuj (ros. Дырестуй) – wieś (ułus) w Rosji, w Buriacji, w rejonie dżydińskim. W 2021 liczyła 715 mieszkańców.